# Meilly-sur-Rouvres
Meilly-sur-Rouvres is een gemeente in het Franse departement Côte-d'Or (regio Bourgogne-Franche-Comté) en telt 171 inwoners (1999). De plaats maakt deel uit van het arrondissement Beaune.

## Geografie
De oppervlakte van Meilly-sur-Rouvres bedraagt 14,8 km², de bevolkingsdichtheid is 11,6 inwoners per km².
De onderstaande kaart toont de ligging van Meilly-sur-Rouvres met de belangrijkste infrastructuur en aangrenzende gemeenten.

## Demografie
Onderstaande figuur toont het verloop van het inwonertal (bron: INSEE-tellingen).